# Llista de subdivisions administratives per estats
Llista de subdivisions administratives dels estats.
Vegeu també els codis ISO 3166-2 (codis de divisions administratives d'estats), basats en els codis ISO 3166-1 alpha-2 (codis d'estats).

## A
- Afganistan :
  - Enllaç genèric: subdivisions de l'Afganistan
  - ISO 3166-2 : ISO 3166-2:AF
  - Nivells:
    - 1r: Províncies (velayat)
    - 2n: Districtes

- Albània :
  - Enllaç genèric: subdivisions d'Albània
  - ISO 3166-2 : ISO 3166-2:AL
  - Nivells:
    - 1r: Prefectures d'Albània o comtats d'Albània (qarku o prefektura)
    - 2n: Districtes d'Albània (rrethe)
    - altres: Ciutats d'Albània

- Algèria :
  - Nivells:
    - 1r: Wilayes d'Algèria
    - 2n: Daïres d'Algèria
    - 3r: Municipis d'Algèria
    - altres: Ciutats d'Algèria

- Alemanya :
  - Enllaç genèric: subdivisions d'Alemanya
  - Nivells:
    - 1r: Länder alemanys (els Stadtländer, Ciutats-Estats, no se subdivideixen)
    - 2n: Districtes d'Alemanya
    - 3r: Mancomunitats d'Alemanya (Landkreise i Stadtkreise)
    - 4t: Municipis (Gemeinden i Ämter)
    - 5è: Municipis

- Andorra :
  - Nivells:
    - 1r: Parròquies d'Andorra
    - 2n: Quarts o veïnats

- Angola :
  - Enllaç genèric: subdivisions de l'Angola
  - ISO 3166-2 : ISO 3166-2:AO
  - Nivells:
    - 1r: Províncies d'Angola (províncias)
    - 2n: Municipis d'Angola (munícipios)

- Antigua i Barbuda :
  - Enllaç genèric: subdivisions d'Antigua i Barbuda
  - Nivells:
    - 1r: Parròquies i dependències d'Antigua i Barbuda (parishes i dependencies)

- Aràbia Saudita :
  - Enllaç genèric: subdivisions de l'Aràbia Saudita
  - Nivells:
    - 1r: Províncies de l'Aràbia Saudita (manaatiq)

- Argentina :
  - Enllaç genèric: subdivisions de l'Argentina
  - ISO 3166-2 : ISO 3166-2:AR
  - Nivells:
    - 1r: Províncies de l'Argentina (provincia), ciutat autònoma (ciudad autonoma, Buenos Aires).
    - 2n: Departaments de l'Argentina (departamentos), divisions (partidos) en el de la província de Buenos Aires, barris (barrios) en el cas de la ciutat de Buenos Aires.
    - 3r: Municipis de l'Argentina (municipios), en el cas dels departaments i les divisions
    - 4t: Districtes de l'Argentina (localidades)
    - 5è: Ciutats, pobles

- Armènia :
  - Enllaç genèric: subdivisions d'Armènia
  - Nivells:
    - 1r: Províncies d'Armènia (marzer), status especial per a la capital Erevan

- Austràlia :
  - Enllaç genèric: subdivisions d'Austràlia
  - ISO 3166-2 : ISO 3166-2:AU
  - Nivells:
    - 1r: Estats i territoris d'Austràlia (states and territories)
    - 2n: Àrees de govern local d'Austràlia ("Local Government Areas")

- Àustria :
  - Enllaç genèric: subdivisions d'Àustria
  - ISO 3166-2 : ISO 3166-2:AT
  - Nivells:
    - 1r: Länder austríacs
    - 2n: Districtes d'Àustria (Bezirk) i ciutats estatutàries (Statutarstädte)
    - 3r: Municipis (gemeinde), ciutats (Städte i Marktgemeinden)

- Azerbaidjan :
  - Enllaç genèric: subdivisions de l'Azerbaidjan
  - ISO 3166-2 : ISO 3166-2:AZ
  - Nivells:
    - 1r: Districtes de l'Azerbaidjan (rayonlar) i ciutats (saharlar); la República Autònoma (muxtar respublika') del Nakhitchevan.

## B
- Bahames :
  - Enllaç genèric: subdivisions de Bahamas
  - Nivells:
    - 1r: Districtes de Bahames

- Bahrain :
  - Enllaç genèric: subdivisions de Bahrain
  - Nivells:
    - 1r: Governacions de Bahrain (muhafadhat)
    - 2n: Municipis de Bahrain

- Bangladesh :
  - Enllaç genèric: subdivisions de Bangladesh
  - Nivells:
    - 1r: Divisions de Bangladesh (বিভাগ, bibhags)
    - 2n: Districtes de Bangladesh (জেলা, zila ou jela)

- Barbados :
  - Enllaç genèric: subdivisions de Barbados
  - Nivells:
    - 1r: Parròquies de Barbados (parishes)

- Bèlgica :
  - Enllaç genèric: subdivisions de Bèlgica
  - ISO 3166-2 : ISO 3166-2:BE
  - Nivells:
    - 1r: Regions de Bèlgica (territorials), comunitats de Bèlgica (lingüístiques)
    - 2n: Províncies de Bèlgica (subdivisions de les regions flamenca i valona, no hi ha províncies a la régió de Brussel·les Capital)
    - 3r: Arrondissements (subdivisions de les províncies i de la regió de Brussel·les Capital)
    - 4t: Municipis de Bèlgica

- Belize :
  - Enllaç genèric: subdivisions de Belize
  - Nivells:
    - 1r: Districtes
    - 2n: Circumscripcions de Belize (consistuencies)

  - ISO 3166-2: ISO 3166-2:BJ

- Benín :
  - Enllaç genèric: subdivisions de Benín
  - Nivells:
    - 1r: Departament de Benín
    - 2n: Municipi de Benín

- Bermudes (territoris britànics d'ultramar)
  - Enllaç genèric: subdivisions de les Bermudes
  - Nivells:
    - 1r: Parròquies (parishes), municipis (municipalities) i pobles no-incorporats (unincorporated urban areas)

- Belarús :
  - Enllaç genèric: subdivisions de Belarús
  - ISO 3166-2: ISO 3166-2:BY
  - Nivells:
    - 1r: Regions de Belarús (вобласць, voblasts), més la capital, Minsk
    - 2r : Districtes de Belarús (раён, raions)

- Birmània :
  - Enllaç genèric: subdivisions de Birmània
  - Nivells:
    - 1r: Estats de Birmània (pyi-neh) i divisions de Birmània (taing)
    - 2n: Districtes de Birmània

- Bolívia :
  - Enllaç genèric: subdivisions de Bolívia
  - ISO 3166-2: ISO 3166-2:BO
  - Nivells:
    - 1r: Departament de Bolívia (departamentos)
    - 2n: Províncies de Bolívia (provincias)
    - 3r: Cantons de la Bolívia (cantones)
    - 4t: Municipis de Bolívia (municipalidades)

- Bòsnia i Hercegovina:
  - Enllaç genèric: Divisions polítiques de Bòsnia i Hercegovina
  - Nivells:
    - 1r:
      - Entitats polítiques:
        - Federació de Bòsnia i Hercegovina (Federacija Bosne i Hercegovine / Федерација Босне и Херцеговине)
        - República Sèrbia de Bòsnia (Република Српска)

      - Districte de Brčko (Brčko distrikt / Брчко дистрикт, autònom, condomini de les dues entitats polítiques)

    - 2n: Cantons de la Federació de Bòsnia i Hercegovina (kantoni / županije / кантони, només a la Federació de Bòsnia i Hercegovina)
    - 2n / 3r: Municipalitats de Bòsnia i Hercegovina (Općina / Општина)

- Botswana :
  - Enllaç genèric: subdivisions de Botswana
  - Nivells:
    - 1r: Districtes de Botswana
    - 2n: Sotsdistrictes de Botswana

- Brasil :
  - Enllaç genèric: subdivisions del Brasil
  - ISO 3166-2: ISO 3166-2:BR
  - Nivells:
    - 1r: Estats del Brasil (estado), juntament amb el Districte federal (Brasil) (Distrito Federal)
    - 2n: Municipis del Brasil (municípios, subdivisions dels estats), regions administratives (subdivisions del districte federal)
    - 3r: Districtes del Brasil (distritos, subdivisions dels municipis)
    - Altres: regions del Brasil (regiões, agrupacions d'estats amb finalitats estadístiques), mesoregions del Brasil (mesorregiões, subdivisions estadístiques dels estats), microregions del Brasil (microrregiões, subdivisions estadístiques de les mesoregions)

- Brunei :
  - Enllaç genèric: subdivisions du Brunei
  - Nivells:
    - 1r: Districtes du Brunei (daerah)
    - 2n: Sotsdistrictes de Brunei (mukims)

- Bulgària :
  - Enllaç genèric: subdivisions de Bulgària
  - ISO 3166-2: ISO 3166-2:BG
  - Nivells:
    - 1r: Regions de Bulgària (oбласти, oblasti)
    - 2n: Districtes de Bulgària (oбщини, obchtini)

- Burkina Faso :
  - Enllaç genèric: subdivisions de Burkina Faso
  - Nivells:
    - 1r: Regions de Burkina Faso
    - 2n: Províncies de Burkina Faso
    - 3r: Departaments de Burkina Faso

- Burundi :
  - Enllaç genèric: subdivisions de Burundi
  - ISO 3166-2: ISO 3166-2:BI
  - Nivells:
    - 1r: Províncies de Burundi
    - 2n: Municipis de Burundi
    - 3r: Collines de Burundi

- Bhutan :
  - Enllaç genèric: subdivisions de Bhutan
  - Nivells:
    - 1r: Zones administratives de Bhutan (dzongdey)
    - 2n: Districtes de Bhutan (ཇོང་ཁག, dzongkhag)
    - 3r: Sotsdistrictes de Bhutan (dungkhag, solament per a alguns districtes, que tampoc estan del tot subdividits en sotsdistrictes)
    - 4t: Grups de pobles de Bhutan (gewog)